# Чемпионат мира по шорт-треку среди юниоров 2014
Чемпионат мира по шорт-треку среди юниоров 2014 года проходил с 7-9 марта в Эрзуруме (Турция).
Чемпионат включает в себя четыре дистанции — 500, 1000, 1500 и 1500 метров — суперфинал. На дистанциях сначала проводятся предварительные забеги, затем лучшие шорт-трекисты участвуют в финальных забегах. Чемпионом мира становится спортсмен, набравший наибольшую сумму очков по итогам четырёх дистанций. В случае равенства набранных очков преимущество отдаётся спортсмену занявшему более высокое место в суперфинале на дистанции 1500 м. Также проводятся с 2001 года эстафеты по три человека у девушек и у юношей на 2000 м. С 2011 года в эстафетах участвует по четыре человека на дистанциях 3000 м. С 2019 года абсолютный чемпион не разыгрывается.

## Общий медальный зачёт
| Место | Страна           | Золото | Серебро | Бронза | Всего |
| ----- | ---------------- | ------ | ------- | ------ | ----- |
| 1     | Республика Корея | 7      | 6       | 4      | 17    |
| 2-3   | Китай            | 1      | 1       | 2      | 4     |
| 2-3   | Венгрия          | 1      | 1       | 2      | 4     |
| 4     | Россия           | 1      | 0       | 0      | 1     |
| 5     | Канада           | 0      | 2       | 0      | 2     |
| 6-7   | Япония           | 0      | 0       | 1      | 1     |
| 6-7   | Казахстан        | 0      | 0       | 1      | 1     |

## Медалисты

### Юноши
| Дисциплина        | Золото                               | Серебро                                              | Бронза                                      |
| ----------------- | ------------------------------------ | ---------------------------------------------------- | ------------------------------------------- |
| 500 м             | Шандор Шаолинь Лю Венгрия            | Самюэль Жирар Канада                                 | Денис Никиша Казахстан                      |
| 1000 м            | Ли Хё Бин Республика Корея           | Ли Мун Хён Республика Корея                          | Шандор Шаолинь Лю Венгрия                   |
| 1500 м            | Ли Хё Бин Республика Корея           | Ли Мун Хён Республика Корея                          | Жэнь Цзывэй Китай                           |
| 1500 м суперфинал | Ли Мун Хён Республика Корея          | Самюэль Жирар Канада                                 | Шандор Шаолинь Лю Венгрия                   |
| Многоборье        | Ли Мун Хён Республика Корея          | Ли Хё Бин Республика Корея                           | Шандор Шаолинь Лю Венгрия                   |
| Эстафета-3000 м   | Сюй Фу Чэнь Гуан Жэнь Цзывэй Суй Син | Шандор Шаолинь Лю Лю Шаоанг Чаба Бурьян Алекс Варнью | Рю Ватанабэ Кота Кикути Дэн Иваса Кэи Саито |

### Девушки
| Дисциплина        | Золото                                        | Серебро                                               | Бронза                                  |
| ----------------- | --------------------------------------------- | ----------------------------------------------------- | --------------------------------------- |
| 500 м             | Софья Просвирнова Россия                      | Хань Юйтун Китай                                      | Ан Се Джун Республика Корея             |
| 1000 м            | Чхве Мин Джон Республика Корея                | Ан Се Джун Республика Корея                           | Но До Хи Республика Корея               |
| 1500 м            | Но До Хи Республика Корея                     | Чхве Мин Джон Республика Корея                        | Ан Се Джун Республика Корея             |
| 1500 м суперфинап | Но До Хи Республика Корея                     | Ан Се Джун Республика Корея                           | Чхве Мин Джон Республика Корея          |
| Многоборье        | Но До Хи Республика Корея                     | Ан Се Джун Республика Корея                           | Чхве Мин Джон Республика Корея          |
| Эстафета-3000 м   | Но До Хи Чхве Мин Джон Ан Се Джун Пак Чун Хён | Ким Бутен Намасте Харрис-Готье Одри Фанёф Жоани Жерве | Хань Юйтун Цюй Чуньюй Сяо Хань Го Ихань |